# Cathrine Lindahl
Cathrine Lindahl, també coneguda com a Cathrine Norberg, (Härnösand, Suècia, 26 de febrer de 1970) és una jugadora de cúrling sueca, guanyadora de dues medalles olímpiques d'or. És germana de la també jugadora de cúrling Anette Norberg.
En els Jocs Olímpics d'Hivern de 2006 realitzats a Torí (Itàlia) guanyà la medalla d'or en la prova femenina, títol que repetí en els Jocs Olímpics d'Hivern de 2010 realitzats a Vancouver (Canadà). Al llarg de la seva carrera ha guanyat 3 medalles en el Campionat del Món de cúrling, destacant les medalles d'or aconseguides el 2005 i 2006.